# Bernard Magné
Bernard Magné, né à Metz le 9 mai 1938 et mort à Toulouse le 5 décembre 2012, est un théoricien français de la littérature contemporaine spécialiste de Georges Perec.

## Biographie
Agrégé de lettres classiques et auteur, en 1974, d'une thèse d'État sur la Crise de la littérature française sous Louis XIV, il devient professeur à l'université de Toulouse-le-Mirail où il enseigne jusqu'en 2003.
Bernard Magné se consacre à l'étude de la littérature contemporaine et oriente ses recherches sur l'œuvre de Georges Perec. 

## Publications
- Bernard Magné, Tentative d'inventaire pas trop approximatif des écrits de Georges Perec publié dans « Les cahiers de Littératures » aux Presses universitaires du Mirail, Toulouse, 1993.
- Bernard Magné, Georges Perec, collection 128, Fernand Nathan, Paris, 1999.
- Bernard Magné," Perecollages 1981-1988" aux presses universitaires du Mirail-Toulouse en Mars 1989.
- Bernard Magné, « Machines à écrire, machine à lire », Études françaises, vol. 36, no 2,‎ 2000, p. 119-128 (lire en ligne)